# Mertensia pterocarpa
Mertensia pterocarpa är en strävbladig växtart som först beskrevs av Porphir Kiril Nicolai Stepanowitsch Turczaninow, och fick sitt nu gällande namn av Tatewaki och Ohwi. Mertensia pterocarpa ingår i släktet fjärvor, och familjen strävbladiga växter.

## Underarter
Arten delas in i följande underarter:
- M. p. yoshimurae
- M. p. yezoensis